# Shahrestān-e Mehrīz
Shahrestān-e Mehrīz (persiska: شهرستان مهريز, مهريز) är en delprovins (shahrestan) i Iran.   Den ligger i provinsen Yazd, i den centrala delen av landet, 600 km sydost om huvudstaden Teheran. Administrativ huvudort är Mehriz.
Delprovinsen hade 51 733 invånare 2016.